# ماکس هیمانز
ماکس هیمانز سیاستمدار و حقوق دان فرانسوی بود که در ۲ مارس ۱۹۰۰ در پاریس به دنیا آمد و در ۷ مارس ۱۹۶۱ در سن کلود درگذشت. او قبل از سال ۱۹۴۰ به عنوان معاون انتخاب شد و چندین پست وزارتی را برعهده داشت. او در طول جنگ یکی از اعضای شورای ملی مقاومت فرانسه و سپس رئیس ایرفرانس از سال ۱۹۴۸ تا ۱۹۶۱ بود.

## زندگی‌نامه
ماکس هیمنز در ۲ مارس ۱۹۰۰ در پاریس به دنیا آمد. او پس از اخذ لیسانس، مدرک مهندسی در هنر و صنایع را از دانشگاه مرکزی پاریس و همزمان با تحصیل در رشته حقوق گرفت.
او به عنوان مهندس ارشد به کارخانجات کشتی سازی کلیروکس در نزدیکی اوآز پیوست. او با مدیر عامل بر سر حقوق کارگران فرانسوی و جایگزینی آنها با کارگران خارجی که دستمزد بدتری دارند، در تعارض بود.
درتاریخ ۲۲ اکتبر۱۹۲۵ به عنوان وکیل در دادگاه تجدیدنظر پاریس ثبت نام کرد. او یک شرکت متخصص در جعل و ثبت اختراع افتتاح کرد تا از مهارت‌های دوگانه خود به عنوان مهندس و وکیل استفاده کند.